# Dom som skiner
Dom som skiner er Joakim Thåströms tiende studiealbum som soloartist, udgivet den 12. november 2021 af Razzia/Sony.
Albummet er udgivet på stream, CD og på vinyl og nåede nr. 2 på den svenske albumhitliste.
Albummet er indspillet uden de faste musikere, der mere eller mindre fast har fungeret som Thåströms backing-band og har medvirket på Thåströms album siden Kärlek är för dom fra 2009. I modsætning til Thåströms tidligere album er der gjort begrænset brug af guitar, bas og trommer og  Dom som skinner er i al overvejende grad instrumenteret med piano, keyboards og synthesizere, der spilles af Johan Landqvist. Niklas Hellberg har produceret. 

## Trackliste
1. “Södra korset” (tekst og musik af Joakim Thåström)
2. “Papperstunna väggar” (tekst J. Thåström, musik Niklas Hellberg og J. Thåström)
3. “Isbergen” (tekst og musik af Joakim Thåström)
4. “Stora långa gatan” (tekst J. Thåström, musik N. Hellberg og J. Thåström)
5. “TOLEDO” (tekst J. Thåström, musik N. Hellberg og J. Thåström)
6. “Dom du behöver” (tekst og musik af Joakim Thåström)
7. “Dom som skiner” (tekst J. Thåström, musik N. Hellberg og J. Thåström)
8. “Gyttjebrottaren” (tekst J. Thåström, musik N. Hellberg, S. Sandqvist og J. Thåström)
9. “MAMMA” (tekst J. Thåström, musik N. Hellberg og J. Thåström)

## Medvirkende musikere
- Joakim Thåström - Sang, synth
- Johan Landqvist - keyboards, synth, arrangement
- Mattias Bärjed - guitar track 1, 2, 5
- Titiyo - kor track 2
- Jonas Teglund - guitar track 3
- Samuel Olsson - trompet track 4
- Jerome Reuter - keyboards track 5
- Eddie Nyström - guitar track 8

## Modtagelse
Albummet modtog ved udgivelsen generelt posivite anmeldelser i Sverige. Det svenske internetsite kritiker.se scorede albummet til 4,0 ud af 5 baseret på ni svenske anmeldelser.
I Danmark gav Gaffa seks ud af seks stjerner.. Gaffas anmelder Esben Suurballe Christensen kårede albummet som årets bedste udenlandske album.